# Schloss Coppet

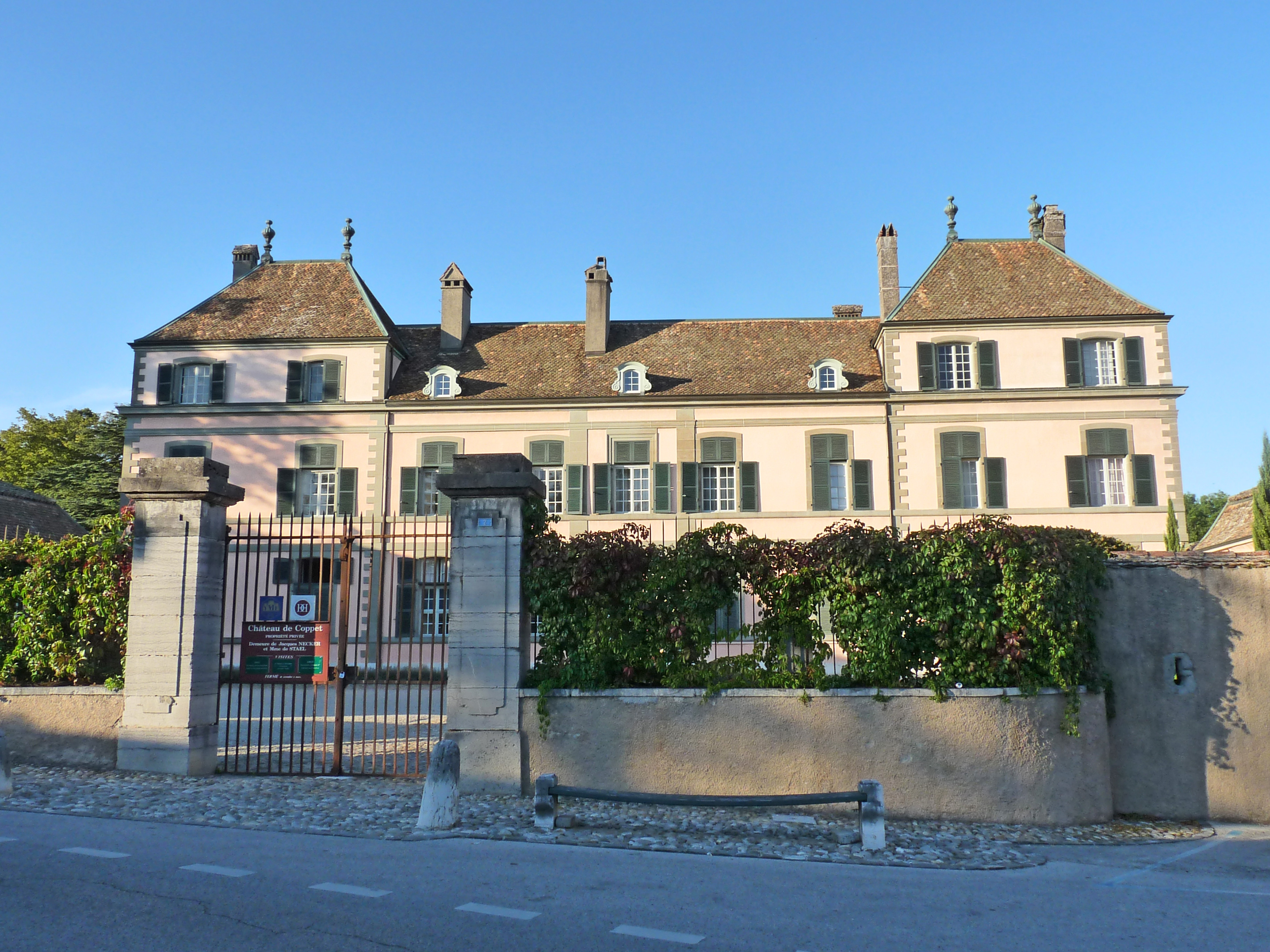
Schloss Coppet

Das Schloss Coppet ist ein Schloss in der waadtländischen Ortschaft Coppet in der Schweiz. Es ist ein Kulturgut von nationaler Bedeutung.

## Geschichte
Coppet und die gleichnamige Burg am Nordhang des Städtchens, mit Blick auf den Genfersee, wurden um 1280 von Humbert IV. von Thoire und Villars gegründet und gegen Ende des 13. Jahrhunderts (1284 und 1299) schriftlich erwähnt. Im späteren Mittelalter erfolgten mehrere Handänderungen. 1536, während der Eroberung der Waadt durch Bern, wurde die Burg belagert. 1601 gelangte sie in den Besitz des französischen Generalmarschalls Lesdiguières, der die von den Bernern gebrandschatzte Festung auszubauen begann, die Arbeiten jedoch nicht abschliessen konnte. 1657 erwarb Friedrich von Dohna aus dem Adelsgeschlecht der Dohna das Anwesen. Sein Baumeister Maximilien d’Yvoy machte daraus ein echtes Schloss, mit einem leicht zugänglichen Innenhof und einer klassischen, von zwei Pavillons umrahmten Fassade. Dohna musste zwar dieses protestantische Territorium 1660 an Ludwig XIV. abtreten, doch sein Sohn Alexander zu Dohna-Schlobitten verfügte über genügend Mittel für einen Rückkauf der Baronie Coppet. Um die Wende zum 18. Jahrhundert konnte er die nach dem Tod seiner Eltern verfallenen Gebäude wieder herrichten, lebte jedoch hauptsächlich in Ostpreußen auf seinem Schloss Schlobitten. Ab 1708 suchte er einen Käufer und fand ihn 1713 in Sigmund von Erlach. Sein heutiges Aussehen verdankt das Schloss in grossem Mass auch dem unmittelbaren Erben Dohna-Schlobittens, dem Bankier Jean-Jacques Hoegger (1747–1812) aus St. Gallen.
Ende 1783 gelangte Coppet mitsamt dem Schloss in den Besitz des Finanzministers von Ludwig XVI., Jacques Necker, der hier ein glanzvolles Leben führte. Nach seinem Tod 1804 fiel das Schloss an seine Tochter Germaine Necker, besser bekannt als Madame de Staël. Unter ihrer Leitung versammelte sich hier die Coppet-Gruppe (Groupe de Coppet), etwa 30 herausragende literarische und politische Persönlichkeiten aus ganz Europa, darunter Friedrich Schlegel, August Wilhelm Schlegel und Adelbert von Chamisso, die sich gegen Napoleon stellten.
Seit 1878 befindet sich das Schloss im privaten Besitz der Familie Haussonville (Nachkommen von Jacques Necker). Es wird seit 2008 von einer Stiftung verwaltet und ist in den Sommermonaten für Besucher geöffnet.

## Geburtsstätte von
- Alexander zu Dohna-Schlobitten (1661–1728), preußischer Feldmarschall
- Christoph I. zu Dohna-Schlodien (1665–1733), preußischer General und Diplomat